# Udo Kragl

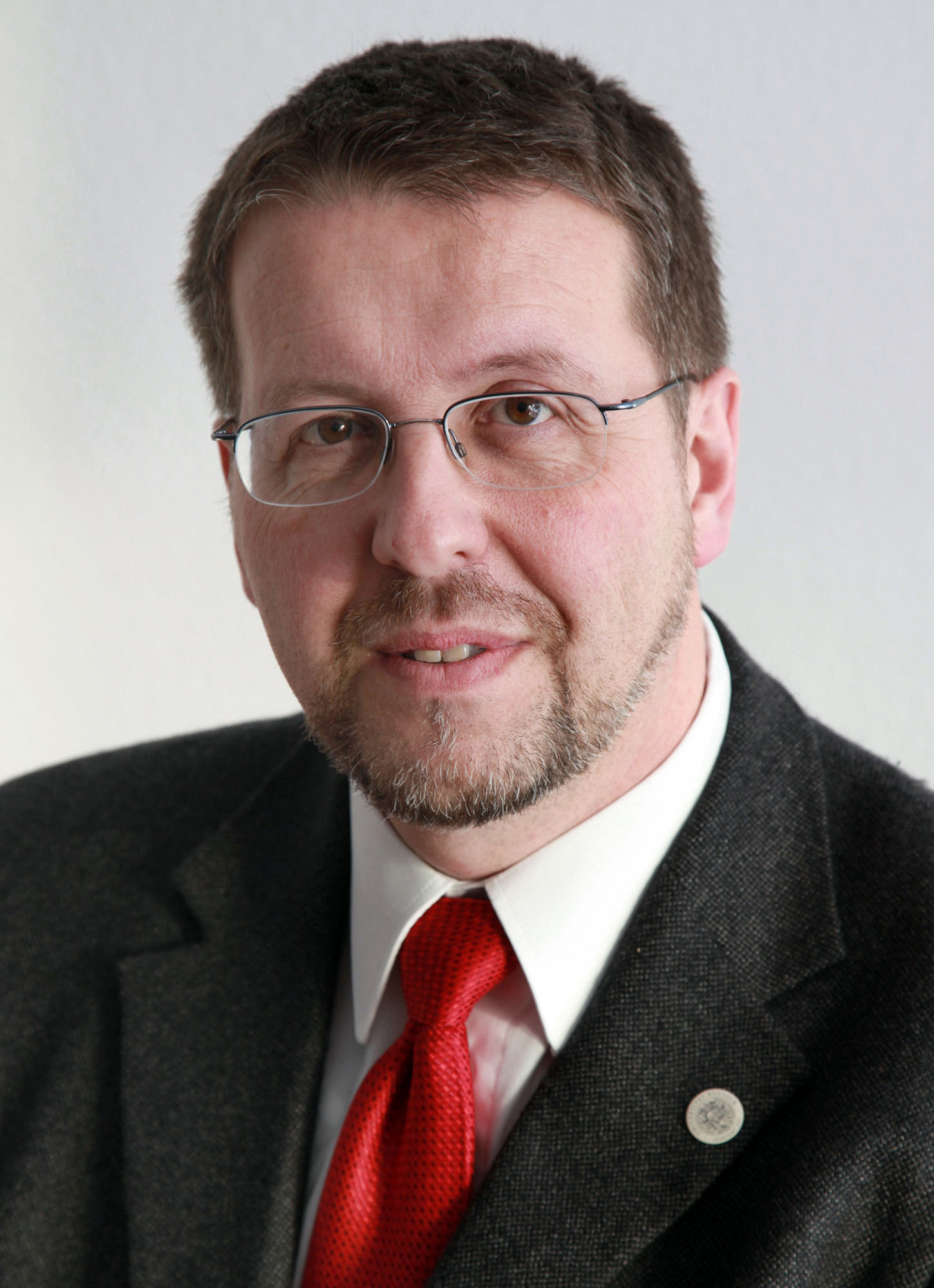
Udo Kragl

Udo Kragl (* 1961) ist ein deutscher Chemiker und Biotechnologe. Er ist zurzeit als Professor für Technische Chemie an der Universität Rostock tätig. Er ist verheiratet und hat zwei Kinder.

## Werdegang/Leben
Udo Kragl studierte von 1981 bis 1987 Chemie an der Rheinischen Friedrich-Wilhelms-Universität zu Bonn. Er forschte am Forschungszentrum Jülich  im Arbeitskreis von Christian Wandrey und wurde an der Universität Bonn 1992 promoviert. Nach einem sechsmonatigen Forschungsaufenthalt in den International Research Laboratories der Ciba Geigy Limited (mittlerweile Novartis) in Takarazuka, Japan kehrte er an das Forschungszentrum in Jülich zurück, wo er sich 1998 habilitierte. Im gleichen Jahr folgte er einem Ruf an die Universität Rostock. Von 2004 bis 2006 war Kragl Dekan der Mathematisch-Naturwissenschaftlichen Fakultät der Universität. Als Gründungsdekan einer in Deutschland einmaligen interdisziplinären Fakultät widmet er sich seit 2007 nicht nur der Forschung, sondern auch der Koordination und Verschmelzung von Forschung in unterschiedlichsten Bereichen. Von Februar bis April 2007 war er als Gastprofessor an der National University of Singapore tätig. Seit 2015 ist Kragl Prorektor für Forschung und Forschungsausbildung an der Universität Rostock. Professor Kragl wurde 2015 in der Kategorie Naturwissenschaften / Medizin zum „Professor des Jahres“ gewählt.
Kragl wurde 1997 mit einem Stipendium der Karl-Winnacker-Stiftung (ehemals Hoechst AG) ausgezeichnet.

## Forschungsgebiete
Kerngebiet seiner Forschungstätigkeiten war von Beginn an die Biokatalyse. Speziell widmet er sich der synthetischen Anwendung von Enzymen. Während der letzten Jahre weitete Kragl seine Forschungen allerdings auch auf die Gebiete der
- Membrantechnologie und Aufarbeitungsfragen im allgemeinen Sinne,
- Forschung im Bereich der nachwachsenden Rohstoffe,
- dem sich ständig stärker etablierenden Thema Ionische Flüssigkeiten sowie
- Spuren- und Prozessanalytik

aus.

## Mitarbeit in Gremien
Seit mehreren Jahren wirkt er in verschiedensten Gremien:
- Mitglied im Vorstand der DECHEMA-Fachsektion Katalyse[8]
- Mitglied im Beirat der Konferenz der Fachbereiche Chemie[9]
- Mitglied im Vorstand des Kompetenznetzwerkes Katalyse (ConNeCat)